# Morgan Aero 8
La Morgan Aero 8 est une voiture de sport construite par Morgan Motor à Malvern dans le Worcestershire en Angleterre. Elle est à l'origine de la renaissance de la marque[réf. nécessaire].

## Voitures de route

### Morgan Aero 8

#### Caractéristiques
L'Aero 8 est étonnante pour plusieurs raisons, principalement parce qu'elle est la première nouvelle Morgan depuis 1948. Ensuite, elle n'utilise pas de barres anti-roulis, une bizarrerie dans une voiture de sport moderne. Elle est également le premier véhicule de Morgan avec un châssis et un cadre en alliage (développé à partir du châssis du projet Lea-Francis 30/230 de l'ingénieur Jim Randle), par opposition à la construction traditionnelle des véhicules Morgan qui ont une carrosserie en aluminium et un châssis en bois et en acier.
La première phase utilise un V8 BMW de 4,4 L de cylindrée couplée à une boîte 6 vitesses Getrag. En 2008, l'Aero 8 hérite cette fois-ci du V8 BMW 4,8 L équipant la BMW 550i. Une transmission automatique 6 vitesses est disponible en option.
Elle a été critiquée pour ses phares "bigleux" qui étaient à l'origine justifiée par le fabricant comme conférant des avantages aérodynamiques. En réponse, Morgan a changé le design pour les modèles de 2007. Plus tard, les voitures eurent un design semblable à l'Aeromax.
Elle fut remplacée peu à peu par la version coupé qui n'est autre que l'Aeromax.

#### Propriétaire notable
Richard Hammond : Présentateur de Top Gear à la BBC.

### Morgan Aero 8 GTN
La Morgan Aero 8 GTN est une version limitée à 15 exemplaires qui se distingue par sa couleur bi-ton bleue et grise et son toit fixe. Le moteur est un V8 de l’Alpina B10 V8, également utilisé par BMW pour son X5 4.6iS, de 4 619 cm3 de cylindrée qui développe 347 ch et qui lui permet d'atteindre 266 km/h en vitesse maximale et de passer de 0 à 100 km/h en 4,3 secondes.

### Morgan Aeromax - Morgan AeroMax

#### Caractéristiques
La Morgan Aeromax (puis nommée Morgan AeroMax) est la version coupé de l'Aero 8. À l'origine destinée à rester un modèle unique commandé par un banquier suisse en 2005, Morgan décida de la commercialiser en édition limitée.
La modèle unique construit en 2005 utilise un V8 BMW de 4,4 L de cylindrée couplée à une boîte 6 vitesses Getrag. En 2008, l'AeroMax hérite cette fois-ci du V8 BMW 4,8 L équipant la BMW 550i. Une transmission automatique 6 vitesses est disponible en option.

#### Propriétaires notables
- Richard Hammond : Présentateur de Top Gear à la BBC;
- Rowan Atkinson : Célèbre acteur et humoriste anglais connu pour Mr. Bean;
- Paul O'Grady : Acteur anglais

### Morgan Aero SuperSports - Morgan Aero Coupé

#### Caractéristiques
La Morgan Aero SuperSports est la version Targa de l'Aero 8. Elle est également la version roadster de la prochaine Morgan Aero Coupé, elle a été construite à 200 exemplaires. Elle utilise le V8 BMW 4,8 L équipant la BMW 550i. Une transmission automatique 6 vitesses est disponible en option, mécanique qu'elle partage avec sa déclinaison Coupé.

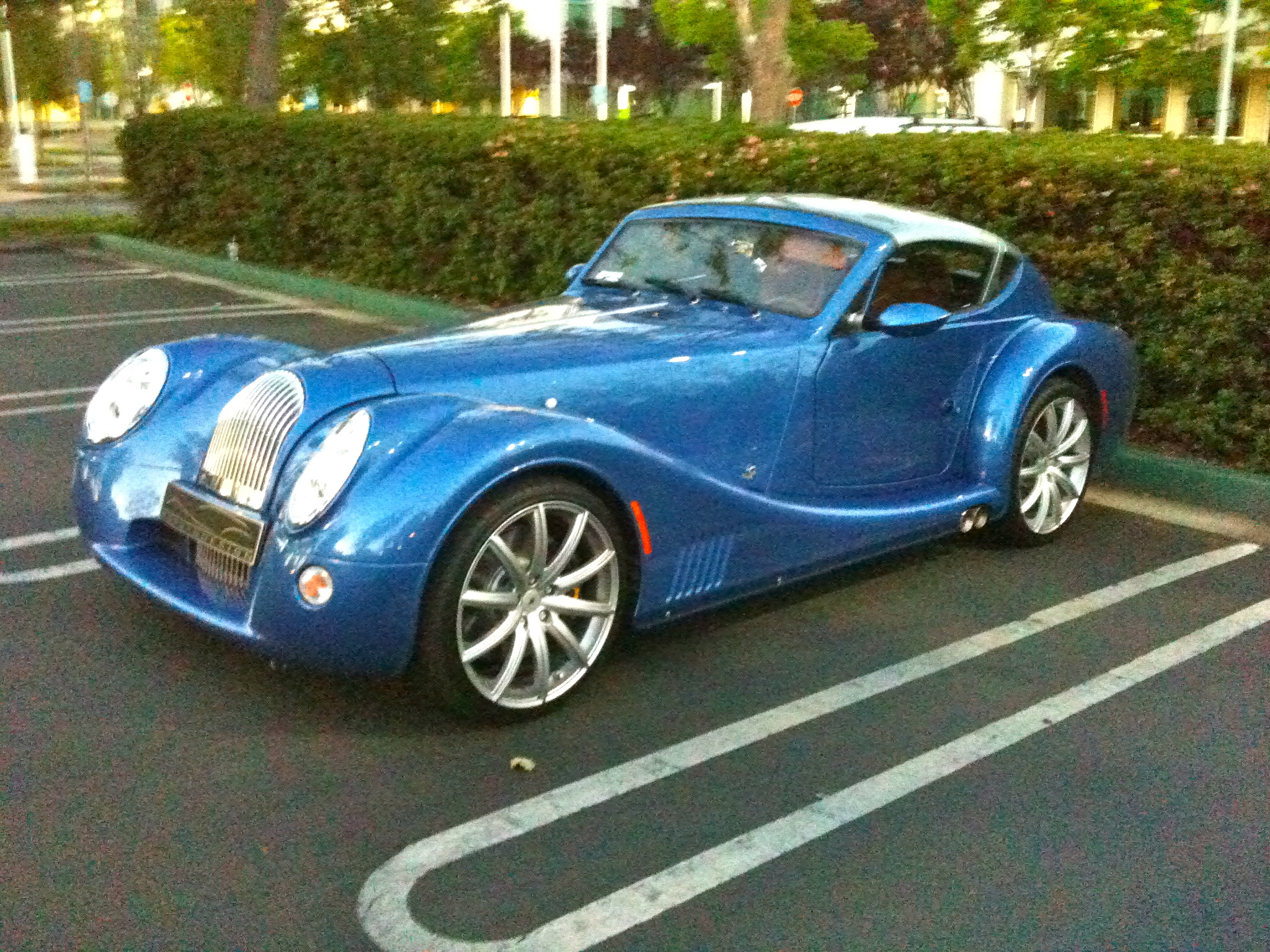
La Morgan Aero SuperSports.

La Morgan Aero Coupé est la version Coupé de l'Aero 8 et de la Supersports. Elle utilise le V8 BMW 4,8 L équipant la BMW 550i. Une transmission automatique 6 vitesses est disponible en option, mécanique qu'elle partage avec sa déclinaison Roadster.

## Morgan Aero GT
La Morgan Aero GT est la toute dernière version de l'Aero 8 dévoilée au Salon international de l'automobile de Genève 2018. Inspirée de l'Aéro 8 GT3, elle sera limitée à 8 exemplaires 

## Voitures de course

### Morgan Aero 8 GT - Morgan Aero 8 GT3
Les Morgan Aero 8 GT et Morgan Aero 8 GT3 sont les versions course de la Morgan Aero 8. Elles ont été construites pour concourir aux 24 Heures du Mans.